# Wormaldia juliani
Wormaldia juliani är en nattsländeart som beskrevs av Kumanski 1979. Wormaldia juliani ingår i släktet Wormaldia och familjen stengömmenattsländor. Inga underarter finns listade i Catalogue of Life.